# 将吉
将吉（しょうきち、1982年 - ）は、日本の男性小説家。東洋大学工学部出身（中退か卒業かは不明）。『コスチューム!』が第3回ボイルドエッグズ新人賞を受賞し、デビュー。

## 作品リスト
小説
- コスチューム!（2005年7月、イラスト：袁藤沖人、産業編集センター）
- 秋葉少年（2006年11月、イラスト：ヤスダスズヒト、講談社）
- ガチパン! -オレの無謀なハードデイズ（2007年6月、イラスト：片岡人生・近藤一馬、角川書店）
- ハルベリー・メイの十二歳の誕生日（2008年11月、イラスト：福島敦子、講談社）

漫画原作
- 秋葉少年（2008年11月、作画：瓦屋根、講談社）